# Sociedad Suiza de Ingenieros y Arquitectos
La Sociedad Suiza de Ingenieros y Arquitectos (SIA, en alemán: Schweizerischer Ingenieur- und Architektenverein; en francés: Société suisse des ingénieurs et des architectes) es la asociación profesional de ingenieros y arquitectos de Suiza.

## Composición y actividad
Fundada en 1837 y con sede en Zúrich, la SIA cuenta con casi 15 000 miembros (2010). La entidad reúne a profesionales de los ámbitos de la ingeniería, la arquitectura, el medio ambiente y la industria que están en posesión de un título universitario o equivalente. Promueve la ingeniería, la arquitectura y otras disciplinas científicas en los ámbitos de la construcción, la tecnología y el medio ambiente, refuerza su importancia cultural, social y económica, apoya la creación y la innovación, la investigación de calidad y la colaboración interdisciplinar; por otra parte representa a sus miembros ante las autoridades, la comunidad empresarial y el público.
La SIA es conocida principalmente por su labor de normalización. No sólo publica normas para los profesionales suizos (normas SIA), sino que también participa en la elaboración de normas europeas e internacionales (EN, ISO).

## Historia
La SIA se fundó en Aarau, capital del cantón suizo de Argovia, el 24 de enero de 1837. Su primer presidente de honor, en 1871, fue el general Henri Dufour. En 1883, la SIA comenzó a publicar sus propias normas técnicas, conocidas como normas SIA. La labor de normalización se refería a los tamaños de los ladrillos, la clasificación del hierro y el acero, así como las condiciones estándar de los puentes y el material ferroviario.
La empresa se trasladó a Zúrich en 1877. Primero ocupó el Rotes Schloss en la Beethovenstrasse 1 y luego construyó su propia torre en la Selnaustrasse 16, que inauguró en 1970. En 2001, abrió sus puertas a los graduados de las escuelas técnicas superiores y las universidades de ciencias aplicadas.